# أغيوس بيتروس (كيلكيس)
أييوس بيتروس (Άγιος Πέτρος) هي مدينة في كيلكيس في مقاطعة فوريا إلادا في اليونان.
يبلغ عدد سكانها حوالي 1575   نسمة.